# Burbach-Kaliwerke

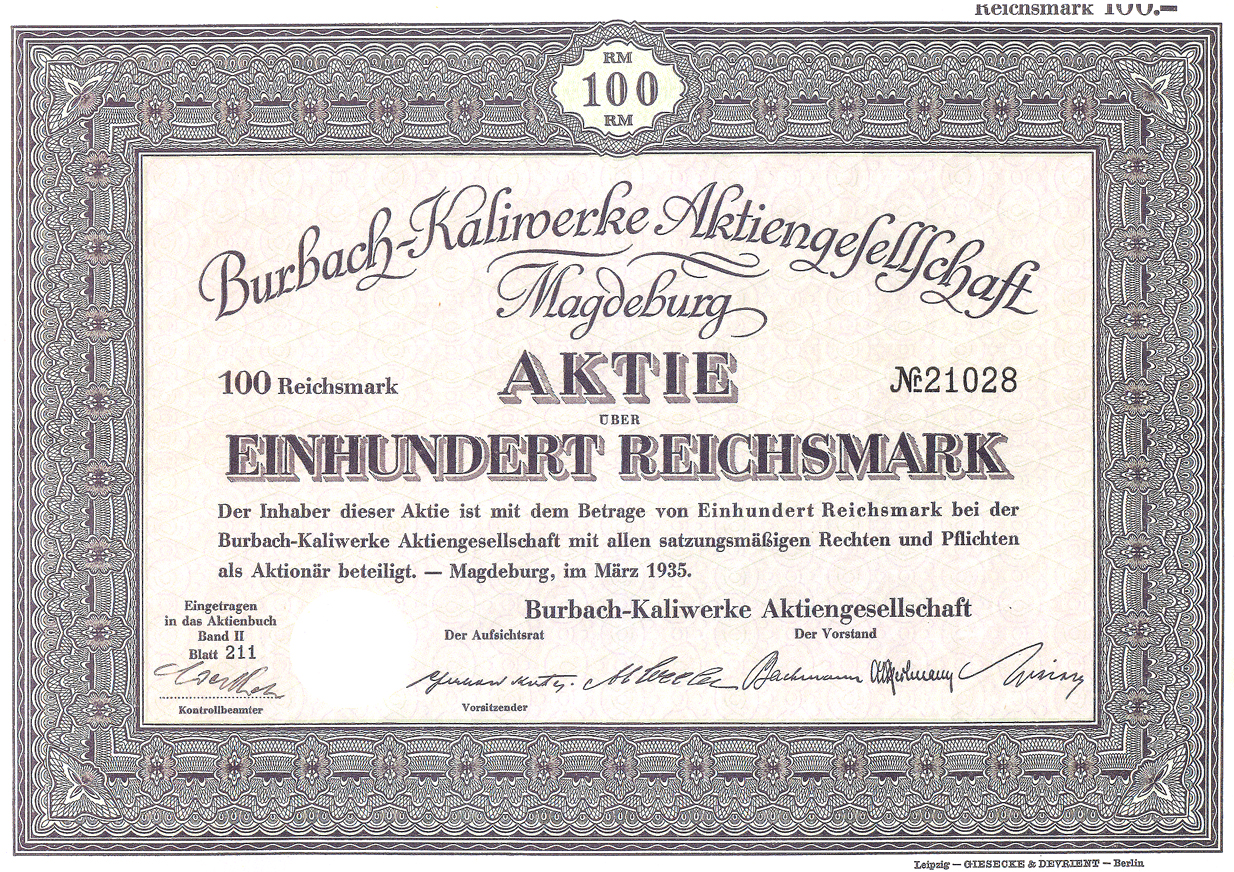
Aktie der Burbach-Kaliwerke AG, Magdeburg

Die Burbach-Kaliwerke AG wurde 1905 mit einem Gründungskapital von 5 Mio. Mark als Kaliwerke Krügershall AG in Halle (Saale) gegründet und am 12. Dezember 1928 in Burbach-Kaliwerke AG umbenannt. Das Unternehmen war in der Gewinnung von Kalisalz, Steinsalz, Siedesalz, Brom und andere Salze tätig und verarbeitete diese zu Kainit, Düngemittel, Speisesalz, Industriesalz und Streusalz. Zum Konzern gehörten 28 selbständige Kali-Bergwerke. 
Ende der 1920er-Jahre übernahm Wintershall 45 % des Konzerns. Der Konzern umfasste neben der Burbach-Kaliwerke AG die Gewerkschaften Burbach und Beienrode.
1930 engagierte das Unternehmen sich auch in der Erdölförderung und -suche. Aber mit Versiegen der Lagerstätte Volkenroda stieg es aus dem Erdölgeschäft wieder aus.
Sitz vor 1946 war Magdeburg, 1946 wurde der Sitz nach Wittmar verlegt, 1951 nach Wolfenbüttel und 1955 nach Kassel. 
1965 verkauften sie der Gesellschaft für Strahlenforschung die Einschachtanlage Asse II.
1988 ging die Aktienmehrheit auf die Wintershall AG über. Zuvor hielten die Burbach-Kaliwerke (ebenso wie die Wintershall AG) 50 % der Aktien von Kali + Salz. 1989 wurde das Unternehmen aus dem Handelsregister gelöscht.